# Mets de Guaynabo 2010 (pallavolo femminile)
Questa voce raccoglie le informazioni riguardanti le Mets de Guaynabo nella stagione 2010.

## Organigramma societario
Area direttiva
- Presidente: Raymond Totti

Area tecnica
- Allenatore: Carlos Rodríguez (fino a marzo), Javier Gaspar (da marzo)
- Assistente allenatore: Renato González

## Rosa
| N° | Nome                | Ruolo | Data di nascita   | Nazionalità sportiva |
| -- | ------------------- | ----- | ----------------- | -------------------- |
| 1  | Charlenne Domínguez | S/L   | 5 novembre 1985   | Porto Rico           |
| 2  | Tatiana Jusino      | S     | 27 luglio 1990    | Porto Rico           |
| 3  | Karla Colón         | P     | 23 aprile 1984    | Porto Rico           |
| 4  | Paulette García     | S     | 9 luglio 1990     | Porto Rico           |
| 5  | Yordaliz Ortiz      | -     | -                 | Porto Rico           |
| 6  | Glorivee Vázquez    | S     | -                 | Porto Rico           |
| 7  | Yahaira Ortiz       | C     | -                 | Porto Rico           |
| 8  | Eva Cruz            | S     | 22 gennaio 1974   | Porto Rico           |
| 9  | Dulce Téllez        | C     | 12 settembre 1983 | Cuba                 |
| 10 | Aida Bauzá          | S     | 20 settembre 1989 | Porto Rico           |
| 11 | Enimarie Fernández  | C/O   | 25 febbraio 1988  | Porto Rico           |
| 13 | Greichaly Cepero    | P     | 11 giugno 1981    | Porto Rico           |
| 15 | Katherine Wilkins   | S     | 10 maggio 1982    | Stati Uniti          |
| 16 | Jennifer Quesada    | C     | 22 gennaio 1992   | Porto Rico           |

## Statistiche

### Statistiche di squadra
| Competizione | Punti | In casa | In casa | In casa | In trasferta | In trasferta | In trasferta | Totale | Totale | Totale |
| Competizione | Punti | G       | V       | P       | G            | V            | P            | G      | V      | P      |
| ------------ | ----- | ------- | ------- | ------- | ------------ | ------------ | ------------ | ------ | ------ | ------ |
| LVSF         | 26    | -       | -       | -       | -            | -            | -            | 22     | 4      | 18     |
| Totale       | -     | -       | -       | -       | -            | -            | -            | 22     | 4      | 18     |

G = partite giocate; V = partite vinte; P = partite perse